# Ross Whicher
Pour les articles homonymes, voir Whicher.
Ross Mackenzie Whicher (13 février 1918-9 mai 1974) est un homme politique canadien de l'Ontario. Il est député fédéral libéral de la circonscription ontarienne de Bruce de 1968 à 1974.
Il est également député provincial libéral de la circonscription ontarienne de Bruce de 1955 à 1967.

## Biographie
Né à Wiarton en Ontario, Whicher sert dans le 4e régiment anti-tank durant la Seconde Guerre mondiale. 
Maire de la ville de Wiarton de 1953 à 1955, il fait son entrée à l'Assemblée législative de l'Ontario à la suite des élections de 1955. Réélu en 1959 et en 1963, il ne se représente pas en 1967. En 1958, il tente de devenir chef des libéraux, mais doit s'incliner dès le premier tour après n'avoir obtenu que 39 votes en sa faveur. Durant son passage sur la scène provinciale, il est critique libéral en matière de finances face au gouvernement progressiste-conservateur de John Robarts.
Élu sur la scène fédérale en 1968 et réélu en 1972, il se retire de la vie publique peu avant les élections de 1974.